# Ruben G:son Berg
Gustaf Ruben Gustafsson (G:son) Berg, född den 8 maj 1876 i Nyköping, död den 4 februari 1948 i Stockholm, var en svensk litteraturhistoriker och språkforskare.

## Biografi
Föräldrar var filosofie doktorn K. G. Gustafsson och Nanna Berg. Han blev filosofie doktor 1903 och var docent i nysvensk stilistik vid Stockholms högskola 1906-20, sedan 1918 teaterkritiker i Aftonbladet och biografcensor. 1910 blev han ledamot av Folkbildningsförbundets styrelse, var från 1921 sekreterare i Sällskapet Idun. 
Berg var en av initiativtagarna bakom Svenska Vitterhetssamfundet, grundade tillsammans med Bengt Hesselman och Olof Östergren tidskriften Språk och Stil, i vars ledning han kvarstod till 1920. Berg var även verksam som populärvetenskaplig föreläsare och litterär utgivare, bland annat av Frödings, Talis Qualis, Carl Jonas Love Almqvists och Henrik Bernhard Palmærs skrifter, Carl Snoilskys brevväxling samt en kommenterad upplaga av Johan Ludvig Runebergs Fänrik Ståls sägner (1913).
Han var medlem av Nordisk Familjeboks redaktion 1902-1918 och läste "Nyårsklockan" på Skansen 1899. 
Han utgav ett antal litteraturvetenskapliga skrifter och var, främst i ungdomen, även verksam som skönlitterär författare, till en början under pseudonymen "Lennart Hennings".

### Skönlitteratur
- Signe Clerck / af Lennart Hennings. Stockholm: Geber. 1898. Libris 1643897
- Föräldrarna : en skildring från 50- och 60- talet / af Lennart Hennings. Stockholm: Geber. 1899. Libris 1643896
- Dikter / af Lennart Hennings. Stockholm: Geber. 1900. Libris nxzp4z3xllsn6xdq Fulltext: Göteborgs universitetsbibliotek, Projekt Runeberg.
- Kung Midas skogar. Stockholm: Geber. 1902. Libris 1519038
- Bröderna. Stockholm: R. Lindquist. 1918. Libris 1649415
- September : dikter. Stockholm: Norstedt. 1919. Libris 9161415
- I Janus' tempel : dikter. Stockholm: Bonnier. 1936. Libris 677236

### Varia
- Skolpojks- ock studentslang : en ordsamling. Bidrag till kännedom om de sv. landsmålen och svenskt folkliv. 18;8. 1900. Stockholm. 1900. Libris 2555683
- En polemik rörande språket i Daniel Fallströms dikter. Uppsala: Lundequistska bokh. 1901. Libris 1719034
- Gustaf Frödings skaldskap : några drag och synpunkter. Studentföreningen Verdandis småskrifter, 99-0470915-7 ; 106. Stockholm: Bonnier. 1902. Libris 1728566
- Det väsentligaste af svensk vitterhet 1898-1902. I vår tids lifsfrågor, 99-0919837-1 ; 26. Uppsala: Appelberg. 1902. Libris 1727173
- Om den poetiska friheten i 1800-talets svenska diktning : studier i svensk värs. Göteborg. 1903. Libris 345087 - Akademisk avhandling. Uppsala.
- Svenska skalder från nittitalet : sex essäer. Stockholm. 1906. Libris 1312127. https://runeberg.org/bgrsvskald/
- Gustaf Fröding : ett utkast. Svenskar, 99-0309733-6 ; 10. Stockholm: Bonnier. 1910. Libris 8198630
- Svenska studier. Stockholm: Norstedts. 1910. Libris 37335
- Brädspel. Små spelböcker, 99-1932416-7 ; 7. Stockholm. 1912 - Utgiven anonymt.
- Gustaf Fröding : ett utkast : Andra upplagan. Svenskar, 99-0309733-6 ; 10. Stockholm: Bonnier. 1918. Libris 1521174. https://runeberg.org/bgrfroding/
- Litteraturbilder. [1]-2. Stockholm. 1912-1919. Libris 379288
- Före Vallfart och vandringsår : ur Verner von Heidenstams ungdomsdiktning. Stockholm: Bonnier. 1919. Libris 11738. https://runeberg.org/vallfart/
- Frödingsstudier. Stockholm: Norstedt. 1920. Libris 475285
- Svenska skalder från nittitalet : sex utkast : Fjärde upplagan. Stockholm. 1906. Libris 31155. https://runeberg.org/svskald90/
- Ett och annat om tidningarnas språk. Stockholm: Geber. 1924. Libris 1470015
- Moderna amerikaner. Kulturbiblioteket, 99-3079463-8 ; 11. Stockholm: Geber. 1925. Libris 381980
- Birger Mörners Frödingssamling : en översikt. Örebro: Littorin Rydén. 1931. Libris 1351522
- Hjalmar Bergman. Studentföreningen Verdandis småskrifter, 99-0470915-7 ; 374. Sthlm. 1935. Libris 11819
- Bellman och brackan / [utg. av Sällskapet] Bokvännerna ; med teckningar av Yngve Berg. Stockholm: Utg. 1972. Libris 7591333. ISBN 91-7022-061-1
- C.J.L. Almquist som journalist : en bibliografisk översikt över Almquists publicistik 1842-1847 med register över publicerade artiklar och recenserad litteratur / utg. av Erik Gamby. Uppsala: Boksam. 1968. Libris 8081212

### Utgivare
- Sjöberg, Erik (1900). [Vitalis]. Valda skrifter. För skola och hem, 99-2155916-8 ; 9. Stockholm: Ljus. Libris 1663896
- Palmær, Henrik Bernhard (1900). Skrifter i urval. För skola och hem, 99-2155916-8 ; 11. Stockholm: Ljus. Libris 1663898
- Språk och stil : tidskrift för nysvensk språkforskning. Uppsala: Bengt Hesselman, Olof Östergren, Ruben G:son Berg. 1901-1920. Libris 417570
- Almqvist, Carl Jonas Love (1902-1903). Törnrosens bok. Valda skrifter af C. J. L. Almqvist. Stockholm. Libris 491431
- Almqvist, Carl Jonas Love (1903-1906). Valda romaner. Valda skrifter af C.J.L. Almqvist. Stockholm. Libris 491757
- Finland i Sveriges diktning. Stockholm: Svanbäck. 1903. Libris 1726559
- Moderna svenska författare utg. i urval för skolan. 1-6. Stockholm. 1904-1906. Libris 1928336
- Kraemer, Robert von (1905). Samlade skrifter. 1-3. Stockholm: Norstedt. Libris 1296287
- Almqvist, Carl Jonas Love (1906). Cypressen : en förut otryckt del af Törnrosens bok. Stockholm: Bonnier. Libris 517549
- Sveriges national-litteratur 1500-1900. 1-25. Stockholm: Bonnier. 1907-1912. Libris 1188322 -. Tillsammans med Henrik Schück med flera.
- Thorild, Thomas (1908). Valda skrifter. De bästa böckerna. Stockholm: Bonnier. Libris 1618290
- Svenska turistföreningen (1909). Svenska turistföreningens årsskrift. 1909. Stockholm: Fören. Libris 428597
- Fröding, Gustaf (1910). Efterskörd. 1-2. Stockholm: Bonnier. Libris 1277594
- Svenska turistföreningen (1910). Svenska turistföreningens årsskrift. 1910. Stockholm: Fören. Libris 428596
- Mästerstycken ur Sveriges litteratur. 1-5. Stockholm. 1911-1913. Libris 2928804
- Svenska turistföreningen (1911). Svenska turistföreningens årsskrift. 1911. Stockholm: Fören. Libris 428595
- Fröding, Gustaf (1913). Reconvalescentia : Gustaf Frödings sista dikter. Stockholm: Wahlström & Widstrand. Libris 498409
- Runeberg, Johan Ludvig (1913). Johan Ludvig Runebergs Fänrik Ståls sägner : med inledning och kommentar. Stockholm: Beijer. Libris 412105 - Tillsammans med Ivar Hjertén.
- Fröding, Gustaf (1917-1922). Samlade skrifter. 1-16. Stockholm: Bonnier. Libris 40886
- Strandberg, Carl Vilhelm August (1917-1920). [Talis Qualis]. Samlade vitterhetsarbeten. 1-6. Stockholm: Fritze. Libris 8073253
- Snoilsky, Carl (1917-1918). Carl Snoilsky och hans vänner : ur skaldens brevväxling. 1-2. Stockholm: Geber. Libris 8073103
- Fröding, Gustaf (1918). Posthuma skrifter. 1-3. Stockholm: Bonnier. Libris 306341
- Retzius, Gustaf (1919). Dikter. Uppsala: Lindblad. Libris 1657558
- Snoilsky, Carl; Klemming, Gustaf Edvard (1919). Carl Snoilskys och G. E. Klemmings brefväxling / [utg. af Ruben G:son Berg med bibliografiska upplysn. af H.E. Lagerqvist]. Stockholm: Fören. för bokhandtverk. Libris 366936
- Snoilsky, Carl (1928). Eko : outgivna dikter. Stockholm: Geber. Libris 1334553

### Översättning
- Hebbel, Christian Friedrich (1909). Herodes och Mariamne : sorgespel i fem akter / öfversättning af Ruben G:son Berg. Stockholm: Ljus. Libris 1614051